# ملكة جمال العرب
ملكة جمال العرب  أو ملكة جمال العالم العربي أو فتاة العالم العربي المثالية (بالإنجليزية: Miss Arab World)‏ هي مسابقة جمال تقام في العالم العربي، تسعى لٱختيار الفتاة العربية التي تستطيع تمثيل بلدها أحسن تمثيل وفق شروط معينة أبرزها الجمال والثقافة والعادات والتقاليد العربية التقليدية.

## لائحة الفائزات
سنة 2006 فازت التونسية أميرة بن يوسف  باللقب لكن تم اقصاؤها خلال أيام وانتزاع اللقب منها لصالح وصيفتها الأولى العراقية كلوديا حنا بسبب مخالفتها لبنود العقد حسب الشركة المنظمة وهو ما تنكره أميرة بن يوسف .
سنة 2015 فازت المغربية سلمى زكموط  باللقب لكنه انتزع منها بعد خمسة أشهر من تتويجها لصالح وصيفتها الأولى التونسية ياسمين داكومي بسبب زواجها الذي يعد مخالفة لشروط المسابقة التي تقتضي من المتوجة باللقب عدم الزواج لمدة سنة.
| سنة  | ملكة جمال العرب | بلد      |
| ---- | --------------- | -------- |
| 2006 | كلوديا حنا      | العراق   |
| 2007 | وفاء يعقوب      | البحرين  |
| 2008 | لم يعقد         | لم يعقد  |
| 2009 | مودة نور        | السعودية |
| 2010 | ريم التونسي     | تونس     |
| 2011 | لم يعقد         | لم يعقد  |
| 2012 | نادين فهد       | سوريا    |
| 2013 | مريم مرجان      | مصر      |
| 2014 | شروق الشلواطي   | المغرب   |
| 2015 | ياسمين داكومي   | تونس     |
| 2016 | نسرين نوبير     | المغرب   |
| 2017 | سهير غضاب       | تونس     |
| 2018 | شيرين حسنى      | المغرب   |
| 2021 | مارينا العبيدي  | العراق   |

## لائحة الدول الأكثر فوزاً
| بلد      | عدد المرات | سنة              |
| -------- | ---------- | ---------------- |
| تونس     | 3          | 2010، 2015، 2017 |
| المغرب   | 3          | 2014، 2016 2018  |
| العراق   | 2          | 2006, 2021       |
| سوريا    |            | 2012             |
| مصر      | 2013       |                  |
| البحرين  | 2007       |                  |
| السعودية | 2009       |                  |

## انظر كذلك
- ملكة جمال العرب في أمريكا
- ملكة جمال المحجبات العرب
- قائمة ملكات الجمال